# Léo Lacroix (futbolista)
Léo Lacroix (Lausana, Suiza, 27 de febrero de 1992) es un futbolista suizo. Juega de defensor en el Al-Jabalain Club de la Liga Príncipe Mohammad bin Salman.

## Trayectoria
Sus primeros pasos como futbolista los dio en el São Cristóvão de Río de Janeiro, club del cual pasó al FC Sion, en el que debutaría profesionalmente en 2013, marcando su primer gol en una victoria por 2-1 contra el FC Lucerna.
Hasta 2016 jugó para el FC Sion, donde disputó más de 75 partidos en la Superliga Suiza, además fue campeón en 2015 de la Copa de Suiza, enfrentándose al FC Basilea en la final.
El 31 de agosto de 2016 A. S. Saint-Étienne anunció que había llegado a un acuerdo para su traspaso proveniente del FC Sion de Suiza, contrato de una duración de 4 años (hasta 2020).
En agosto de 2018 el Hamburgo S. V. logró su cesión para una temporada.

## Selección nacional
Lacroix, nacido en Suiza y descendiente de brasileños a través de su madre, recibió su primera convocatoria para conformar a la selección absoluta de Suiza para los partidos por la clasificación para el Mundial 2018 contra Hungría y Andorra. También fue llamado para los partidos ante Islas Feroe y Letonia. No ingresó en ninguno de dichos partidos.
Cabe destacar que entre 2010 y 2014 integró las selecciones juveniles de su país natal.

## Estadísticas
Actualizado al último partido disputado el 24 de septiembre de 2024.
| Club                             | Div.          | Temporada     | Liga  | Liga  | Copas nacionales | Copas nacionales | Copas internacionales | Copas internacionales | Total | Total |
| Club                             | Div.          | Temporada     | Part. | Goles | Part.            | Goles            | Part.                 | Goles                 | Part. | Goles |
| -------------------------------- | ------------- | ------------- | ----- | ----- | ---------------- | ---------------- | --------------------- | --------------------- | ----- | ----- |
| F. C. Sion · Suiza               | 1.ª           | 2009-10       | 1     | 0     | ―                | ―                | ―                     | ―                     | 1     | 0     |
| F. C. Sion · Suiza               | 1.ª           | 2012-13       | 9     | 1     | 1                | 0                | ―                     | ―                     | 10    | 1     |
| F. C. Sion · Suiza               | 1.ª           | 2013-14       | 15    | 0     | 3                | 0                | ―                     | ―                     | 18    | 0     |
| F. C. Sion · Suiza               | 1.ª           | 2014-15       | 28    | 0     | 4                | 1                | ―                     | ―                     | 32    | 1     |
| F. C. Sion · Suiza               | 1.ª           | 2015-16       | 20    | 0     | 2                | 0                | 7                     | 1                     | 29    | 1     |
| F. C. Sion · Suiza               | 1.ª           | 2016-17       | 5     | 0     | 1                | 0                | ―                     | ―                     | 6     | 0     |
| A. S. Saint-Étienne "II" Francia | 4.ª           | 2016-17       | 1     | 0     | ―                | ―                | ―                     | ―                     | 1     | 0     |
| A. S. Saint-Étienne Francia      | 1.ª           | 2016-17       | 20    | 0     | 2                | 0                | 3                     | 0                     | 25    | 0     |
| A. S. Saint-Étienne Francia      | 1.ª           | 2017-18       | 11    | 0     | 2                | 0                | ―                     | ―                     | 13    | 0     |
| A. S. Saint-Étienne Francia      | Total club    | Total club    | 31    | 0     | 4                | 0                | 3                     | 0                     | 38    | 0     |
| F. C. Basilea · Suiza            | 1.ª           | 2017-18       | 9     | 0     | 1                | 0                | 2                     | 0                     | 12    | 0     |
| F. C. Basilea · Suiza            | Total club    | Total club    | 9     | 0     | 1                | 0                | 2                     | 0                     | 12    | 0     |
| Hamburgo S. V. II · Alemania     | 4.ª           | 2018-19       | 1     | 0     | ―                | ―                | ―                     | ―                     | 1     | 0     |
| Hamburgo S. V. II · Alemania     | Total club    | Total club    | 1     | 0     | 0                | 0                | 0                     | 0                     | 1     | 0     |
| Hamburgo S. V. · Alemania        | 2.ª           | 2018-19       | 16    | 1     | 1                | 0                | ―                     | ―                     | 17    | 1     |
| Hamburgo S. V. · Alemania        | Total club    | Total club    | 16    | 1     | 1                | 0                | 0                     | 0                     | 17    | 1     |
| A. S. Saint-Étienne "II" Francia | 4.ª           | 2019-20       | 3     | 1     | ―                | ―                | ―                     | ―                     | 3     | 1     |
| A. S. Saint-Étienne "II" Francia | Total club    | Total club    | 4     | 1     | 0                | 0                | 0                     | 0                     | 4     | 1     |
| F. C. Sion · Suiza               | 1.ª           | 2020-21       | 11    | 0     | 1                | 0                | ―                     | ―                     | 12    | 0     |
| F. C. Sion · Suiza               | 1.ª           | 2021-22       | 2     | 0     | 0                | 0                | ―                     | ―                     | 2     | 0     |
| F. C. Sion · Suiza               | Total club    | Total club    | 91    | 1     | 12               | 1                | 7                     | 1                     | 110   | 3     |
| Western United F. C. Australia   | 1.ª           | 2021-22       | 27    | 3     | 1                | 0                | ―                     | ―                     | 28    | 3     |
| Western United F. C. Australia   | 1.ª           | 2022-23       | 23    | 0     | 1                | 0                | ―                     | ―                     | 24    | 0     |
| Western United F. C. Australia   | Total club    | Total club    | 50    | 3     | 2                | 0                | 0                     | 0                     | 52    | 3     |
| F. C. U Craiova 1948 · Rumania   | 1.ª           | 2023-24       | 33    | 3     | 4                | 0                | ―                     | ―                     | 37    | 3     |
| F. C. U Craiova 1948 · Rumania   | Total club    | Total club    | 33    | 3     | 4                | 0                | 0                     | 0                     | 37    | 3     |
| Al-Jabalain Club Arabia Saudita  | 2.ª           | 2024-25       | 4     | 0     | 1                | 0                | ―                     | ―                     | 5     | 0     |
| Al-Jabalain Club Arabia Saudita  | Total club    | Total club    | 4     | 0     | 1                | 0                | 0                     | 0                     | 5     | 0     |
| Total carrera                    | Total carrera | Total carrera | 239   | 9     | 25               | 1                | 12                    | 1                     | 276   | 11    |
| 1. 2.                            |               |               |       |       |                  |                  |                       |                       |       |       |

## Palmarés

### Títulos nacionales
| Título        | Club                 | País      | Año     |
| ------------- | -------------------- | --------- | ------- |
| Copa de Suiza | F. C. Sion           | Suiza     | 2010-11 |
| Copa de Suiza | F. C. Sion           | Suiza     | 2014-15 |
| A-League      | Western United F. C. | Australia | 2021-22 |